# Emile Rimbout
Jean François Emile Rimbout, né le 16 juillet 1849 à Saint-Josse-ten-Noode, et mort à Bruxelles en mars 1926, est un peintre et aquarelliste belge.
Son champ pictural, de facture réaliste et également, au début du XXe siècle, luministe, couvre les paysages et les natures mortes (fleurs et fruits). 

## Biographie

### Famille
Emile (Jean François Emile) Rimbout, né le 16 juillet 1849 rue de la Procession no 32 à Saint-Josse-ten-Noode, est le fils de Jean Baptiste Edouard Rimbout (1823), peintre en bâtiments, né à Bruxelles et de Marie Pauline De Brandt (1826), tailleuse, née à Termonde, mariés à Saint-Josse-ten-Noode le 27 décembre 1848,. Il épouse le 22 septembre 1875 à Saint-Josse-ten-Noode Marguerite Van de Wiele, tailleuse, née à Bruxelles le 1er janvier 1850. Le couple, établi en 1880 rue de Schaerbeek no 68, a plusieurs enfants, dont Paul Henri Rimbout (1879), dessinateur.

### Carrière
La carrière d'Emile Rimbout commence de manière officielle lorsqu'il expose pour la première fois au Salon de Bruxelles de 1872 une peinture florale. Il participe ensuite à au moins onze autres salons triennaux belges jusqu'en 1907, de même qu'à l'Exposition universelle de 1894 à Anvers,.
Il est membre du cercle L'Union des Arts, puis en 1885, l'un des vingt fondateurs du collectif artistique Voorwaarts dissout en 1893. En mars 1909, il est membre du Groupe des X et expose avec six de ses confrères à la Galerie royale de Bruxelles au profit des artistes nécessiteux.
Au début du mois mars 1926, Emile Rimbout meurt à l'âge de 76 ans à Bruxelles.

## Œuvre

### Caractéristiques
Son champ pictural, de facture réaliste, également, au début du XXe siècle, luministe, couvre les paysages et les natures mortes (fleurs et fruits). Il peint principalement en Belgique, aux environs de Bruxelles, même si quelques unes de ses œuvres sont réalisées aux Pays-Bas au début des années 1880. Il crée aussi des aquarelles. Lorsqu'il expose en 1883 Chemin à Laeken au cercle L'Union des Arts, la critique le juge très exact dans les tons, un peu mince, mais non sans charme.

### Expositions
- Salon de Bruxelles de 1872 : Fleurs[4].
- Salon d'Anvers de 1873 : Fleurs[11].
- Salon de Gand (XXXe) de 1877 : Vue prise à Boitsfort ; paysage d'automne, Étude et Fleurs[12].
- Salon de Gand (XXXIe) de 1880 : Fleurs des champs et Nature morte[13].
- Salon de Bruxelles de 1881 : Chemin dit le Beek-kant à Molenbeek[14].
- Salon d'Anvers de 1882 : Vers le soir, Une marée à Heembeek et Moulin sur le Canal de Sneeck en Frise[15].
- Salon de Gand de 1883 (XXXIIe) : Une marée à Heembeek et Soir[16].
- Salon de Gand de 1886 (XXXIIIe) : Nature morte et Une rue à Lembeke[17].
- Salon de Bruxelles de 1887 : Nature morte[18].
- Salon de Bruxelles de 1893 : Automne[19].
- Exposition universelle de 1894 à Anvers : Le Canal de Willebroeck[5].
- Salon de Bruxelles de 1903 : Soir de février (aquarelle)[20].
- Salon de Bruxelles de 1907 : Crépuscule[21].